# Emeryk węgierski
Emeryk, węg. Imre (ur. w 1174, zm. w 1204) – król Węgier i Chorwacji w latach 1174–1204 (koronowany w 1182) z dynastii Arpadów.

## Życiorys
Syn króla Beli III i Agnieszki, córki księcia Rejnalda de Châtillon i Konstancji z Antiochii. Starszy brat Andrzeja II.
Jego żoną była Konstancja Aragońska, matka jego jedynego syna, Władysława III.

## Rodowód
| 4. Gejza II               |  |              |  |  |           |
|                           |  | 2. Bela III  |  |  |           |
| 5. Eufrozyna              |  |              |  |  |           |
|                           |  |              |  |  | 1. Emeryk |
| 6. Rejnald z Chatillon    |  |              |  |  |           |
|                           |  | 3. Agnieszka |  |  |           |
| 7. Konstancja z Antiochii |  |              |  |  |           |
|                           |  |              |  |  |           |